# Falzen (Papiertechnik)
Falzen ist in der Papiertechnik das Herstellen einer scharfen Knickkante (Falzlinie, Falzbruch) bei Papier, Karton oder Pappe, die mit Hilfe eines Werkzeugs oder einer Maschine erzeugt wird. Wird die Knickkante ohne Werkzeuge erstellt, so spricht man von Falten.
Im Druckwesen, in der Buchbinderei und der Kartonagen-Herstellung unterscheidet man verschiedene Techniken und Formen des Papierfalzes.

## Werkzeuge
In der handwerklichen Buchbinderei wird mit dem so genannten Falzbein, in der industriellen Fertigung mit Falzmaschinen gefalzt. Für die maschinelle Falzung gibt es zwei verschiedene Methoden, den Taschen- bzw. Stauchfalz und den Schwertfalz.

## Falztechnik

### Vorbereitung
In der Vorbereitung wird die Falzmarke gesetzt.
Hierzu gehört unter Umständen auch die Nutung beziehungsweise Rillung. Nuten bedeutet in der Papiertechnik das Heraustrennen eines Materialspans, um ein Umlegen bzw. Biegen des Werkstoffes zu ermöglichen oder zu vereinfachen, Rillen das Eindrücken einer Bruchlinie.

### Taschenfalz
Beim Taschenfalz läuft der Bogen in eine Falztasche und wird dann durch den Staudruck gefalzt (Stauchen, daher auch Stauchfalz). Der angelegte Bogen läuft vom Bogeneinlauf durch die ersten beiden Falzwalzen und wird dann von diesen gegen den Taschenanschlag geschoben. Durch dieses Schieben wird der Bogen so weit zwischen das nächste Falzwalzenpaar gestaucht, bis dieses ihn erfasst und den Falz ausführt.
Das Taschenfalzen ist ein nicht taktgebundenes Falzen, welches höhere Geschwindigkeiten als der Schwertfalz erlaubt. Jedoch sind die Falzbrüche ungenauer als beim Schwertfalz.

### Schwertfalz
Zur Herstellung eines Schwertfalzes sind zwei Falzwalzen und ein Falzschwert erforderlich. Der Falzbogen wird unter das Falzschwert an einen Bogenanschlag transportiert und ausgerichtet. Der Falzbogen läuft bis zur Anlegemarke, wo dann eine Fotozelle dem Schwert das Signal gibt, dass der Bogen am Anschlag angekommen ist. Nach Auslösen der Schwertbewegung schlägt das Schwert auf den Bogen und drückt ihn zwischen das Falzwalzenpaar. Das Walzenpaar erfasst den Bogen und führt den Falzbruch aus, wodurch er im Durchlauf gefalzt wird.
Schwertfalzen ist im Gegensatz zum Taschenfalzen taktgebunden, da das Schwert nach jedem ausgeführten Falz wieder in seine Ausgangsposition verfahren muss. Dadurch lassen sich weniger hohe Geschwindigkeiten als beim Taschenfalzen erzielen. Der Falzbruch ist durch das Falzen mit dem Schwert allerdings genauer.

## Falzarten
1 Einfacher Falz oder Mittelfalz (1 Bruch, vierseitig)

2 Wickelfalz (2 Brüche, sechsseitig)

3 Fenster- oder offener Altarfalz  (2 Brüche, sechsseitig, unterschiedliche Seitengrößen)

4 geschlossener Altarfalz (3 Brüche, achtseitig)

5 Leporello- oder Zickzackfalz (2 Brüche, sechsseitig)

6 Leporello- oder Zickzackfalz (3 Brüche, achtseitig)

7 Parallelmitten- oder Doppelparallelfalz (3 Brüche, achtseitig)

8 Kreuzfalz, Kreuzbruch (2 Brüche, achtseitig)

### Parallelfalze
Bei der einfachsten Form, dem Parallelfalz, verlaufen alle Falze parallel. Zu den Parallelfalzen gehören der Wickelfalz, der Altarfalz, der Leporellofalz und der Parallelmittenfalz. Parallelfalze finden häufig bei einfachen Werbedrucksachen Anwendung.

#### Wickelfalz
Der Wickelfalz ist eine Form des Parallelfalzes, bei der zwei oder mehrere gleich breite Teile des Falzbogens ohne Richtungswechsel um ein Bogenteil gefalzt werden. Dadurch, dass die Falzung jeweils in die gleiche Richtung geht, ergibt sich die namensgebende Wicklung.
Bei zwei parallelen Falzungen ergeben sich aus einem Falzbogen 3 Blatt bzw. 6 Seiten. Man spricht hier von einem Zweibruch-Wickelfalz. Ein Dreibruch-Wickelfalz ergibt 4 Blatt bzw. 8 Seiten und so weiter.

#### Altarfalz (Fensterfalz)
Der Altarfalz, seltener auch Fensterfalz genannt, verdankt seinen Namen der Ähnlichkeit zu dreiteiligen Flügelaltären in Kirchen. Bei dieser Form des Parallelfalzes werden die äußeren Teile des Falzbogens ohne Überlappung nach innen gefalzt. Der Altarfalz hat sechs Seiten, ein zusätzlicher Bruch in der Bogenmitte ergibt den achtseitigen Altarfalz.

#### Leporellofalz (Zickzackfalz)
Der Leporellofalz ist eine Form des Parallelfalzes, bei der zwei oder mehrere Teile des Falzbogens in wechselnden Richtungen gefalzt werden. Dadurch ergibt sich eine zickzackartige Falzung, weshalb diese Form auch Zickzackfalz genannt wird. Bei zwei parallelen Falzungen ergeben sich aus einem Falzbogen 3 Blatt bzw. 6 Seiten. Man spricht hier von einem Zweibruch-Leporellofalz. Ein Dreibruch-Leporellofalz ergibt 4 Blatt bzw. 8 Seiten und so weiter.

#### Parallelmittenfalz (V-Falz)
Der Parallelmittenfalz ist eine Form des Parallelfalzes, bei dem ein Bogen immer in der Mitte in der gleichen Richtung gefalzt wird (V-Falz). Dies kann im Quer- wie im Hochformat geschehen. Zwei solcher Falzungen ergeben 8 Seiten, diese Form wird auch Doppelparallelfalz genannt.

#### Schweizerfalz
Der Schweizerfalz ist eine Variante des Leporellofalzes, bei der die ersten beiden Falzungen keinen Richtungswechsel haben. Zusammengefaltet umschließen Vorder- und Rückseite die zickzackgefaltenen restlichen Seiten wie bei einem Zweibruch-Wickelfalz.

### Kreuzfalz
Beim Kreuzfalz wird der Bogen mehrfach im rechten Winkel gefalzt. Dieses Verfahren findet bei der Herstellung von Broschüren, Zeitschriften, Büchern Anwendung, für die der Falzbogen geheftet und beschnitten wird. Die Laufrichtung des Papiers sollte mit dem letzten Falz parallel laufen.

## Verwendung

### Druckwesen und Buchbinderei
Die Seiten bei mehrseitig bedruckten Bogen sind so angeordnet (Ausschießen), dass das Produkt (Prospekt, Werk u. a.) nach dem Falzen die richtige Seitenreihenfolge hat. Bei Werken sind die Seiten meist mit fortlaufenden Seitennummern versehen, bei Prospekten fehlen diese häufig.